# اشچینیتک، ماوی
اشچینیتک، ماوی (به لاتین: Trzciniec Mały) یک منطقهٔ مسکونی در لهستان است که در Gmina Kosów Lacki واقع شده‌است.

## خصوصیات
اشچینیتک ۱۳۱ نفر جمعیت دارد.